# Offermann-Kreuz

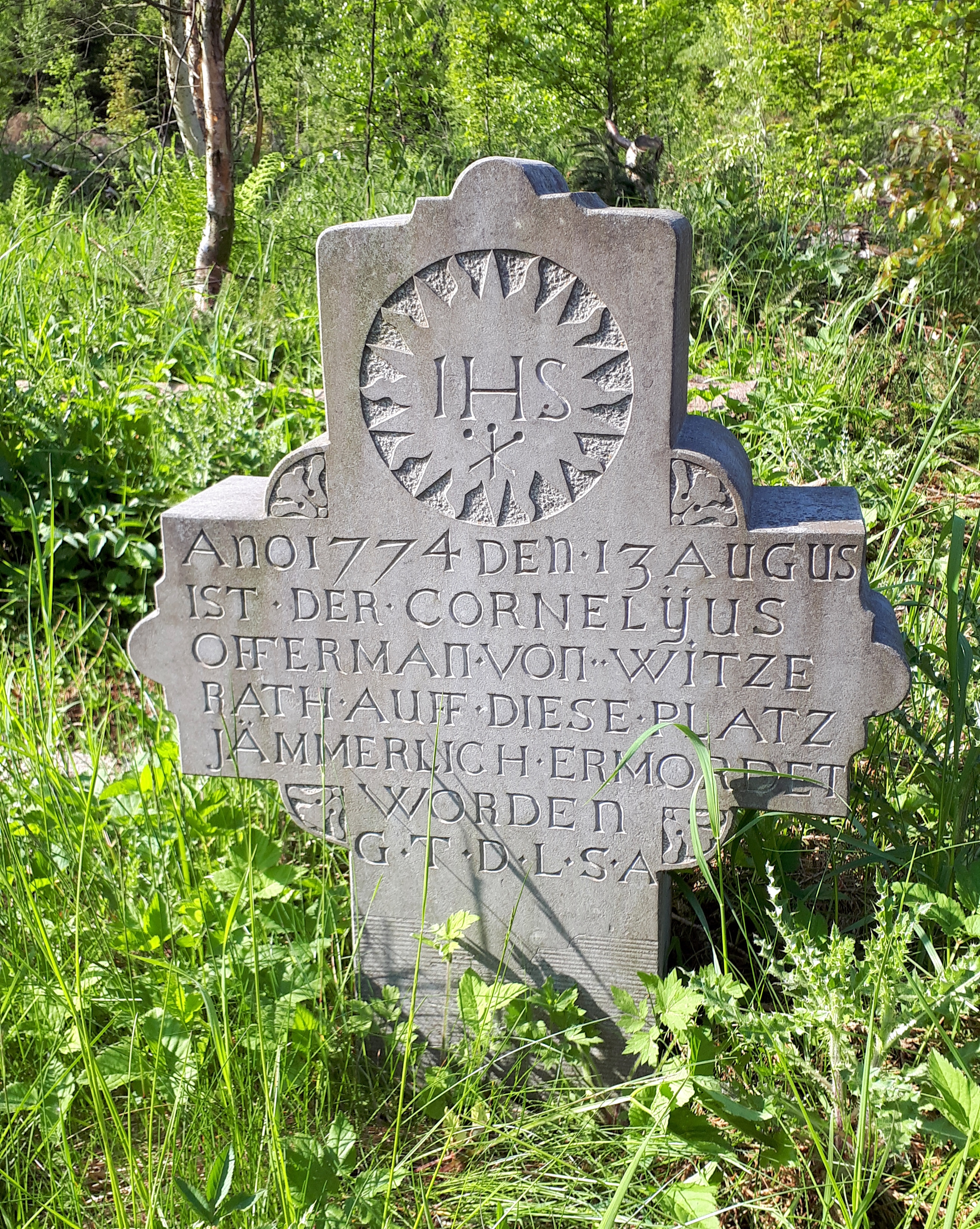
Moderne Replik des Offermann-Kreuzes

Das Offermann-Kreuz ist ein barockes Sühnekreuz, das an den Mord am Fuhrmann Cornelius Offermann im Jahr 1774 erinnert. Eine Replik des Kreuzes steht an der Bundesstraße 258 nahe dem Weiler Fringshaus im Hohen Venn auf der belgischen Seite der Grenze und ist ein kulturhistorisches Zeugnis der Region.

## Geschichte
Das Offermann-Kreuz wurde im Jahr 1774 nach der Ermordung des Fuhrmanns Cornelius Offermann aus Witzerath errichtet. Offermann wurde am 13. August 1774 auf der Straße von Aachen nach Monschau überfallen und erschlagen.
Das Kreuz selbst ist aus Blaustein gefertigt und trägt die folgende Inschrift:

„ANO 1774 DEN 13. AUGUS[T] /  
IST DER CORNELYUS /  
O[FF]ERMAN VON WITZE /  
RATH AUFF DIESE PLATZ /  
JÄMMERLICH ERMORDET /  
WORDEN /  
G • T • D • L • S • A“

Das Kreuz wurde ursprünglich an der alten Monschauer Straße errichtet, später jedoch an die heutige Bundesstraße 258 verlegt. Es gehört zu den ältesten erhaltenen Sühnekreuzen in der Region und erinnert sowohl an das Verbrechen als auch an die Tradition der Sühnekreuze in der Eifel.

### Zerstörung und Restaurierung
Im Winter 2012/2013 wurde das Offermann-Kreuz schwer beschädigt aufgefunden. Der Heimat- und Geschichtsverein Roetgen ließ eine Replik anfertigen, die am 24. August 2013 feierlich enthüllt wurde. Das Originalkreuz, dessen Zustand eine erneute Aufstellung im Freien nicht erlaubte, wurde in der Kapelle von Reinartzhof untergebracht. Während der Restaurierungsarbeiten wurde im Sockel des Kreuzes eine nicht explodierte US-amerikanische Handgranate aus dem Zweiten Weltkrieg entdeckt, die von den zuständigen Behörden entschärft wurde.

## Cornelius Offermann und literarische Überlieferung
Cornelius Offermann, der Namensgeber des Kreuzes, stammte aus Witzerath und arbeitete als Fuhrmann. Am 13. November 1740 heiratete er Anna Catharina Petitbois. Das Ehepaar hatte mindestens einen Sohn, Alexander Jacobus, der am 23. Dezember 1741 geboren wurde. Offermann betrieb ein Handelsgeschäft, in dem er Roggen, Hafer und Kartoffeln transportierte und verkaufte. Er war häufig mit seinem Fuhrwerk auf den Handelsrouten der Region unterwegs. 
Die Täter des Mordes an Offermann fanden das in seiner Satteltasche versteckte Geld nicht und zündeten aus Wut sein Haus in Witzerath an. Teile des Hauses wurden später beim Wiederaufbau verwendet; das Gebäude steht heute unter Denkmalschutz.
Die Umstände seines Todes sind in der heimatkundlichen Literatur dokumentiert, unter anderem in Gisbert Kranz’ Werk „Morde im Wald“. Dieses Buch schildert den Überfall, bei dem Offermann vermutlich schlafend auf seinem Fuhrwerk überrascht wurde. Der Mord sowie die anschließende Brandstiftung an seinem Haus wurden von der lokalen Gemeinschaft nicht nur durch das Kreuz, sondern auch durch mündliche und schriftliche Überlieferungen in Erinnerung gehalten.

## Kulturelle Bedeutung
Das Offermann-Kreuz hat sowohl einen geschichtlichen als auch einen symbolischen Wert. Es ist ein kulturhistorisches Zeugnis der damaligen Rechts- und Sühnekultur, die im 18. Jahrhundert weit verbreitet war. Der Mord an Cornelius Offermann und das Gedenken an ihn sind in der lokalen Überlieferung verankert und wurden in heimatkundlicher Literatur mehrfach thematisiert.